# Edgar Blüher
Edgar Blüher (1881. november 13. – 1919. április 1. vagy előtte) német nemzetközi labdarúgó-játékvezető. Az I. világháborúban elszenvedett sebesüléseiben belehalt.

## Pályafutása

### Labdarúgóként
Labdarúgóként a korabeli lipcsei Leipziger BC 1893, majd a VfB Leipzig csapatában játszott. Csapatával 1903-ban és 1906ban megnyerte a korabeli bajnoki címet. Játékos pozíciója csatár volt. Jó szabályismeretének köszönhetően többször felkérték mérkőzések irányítására.

### Labdarúgó-játékvezetőként

#### Nemzetközi játékvezetés
A Német labdarúgó-szövetség Játékvezető Bizottsága (JB) 1910-ben terjesztette fel nemzetközi játékvezetőnek, a Nemzetközi Labdarúgó-szövetség (FIFA) bíróinak keretébe. A FIFA JB központi nyelvei közül a németet beszélte. Több nemzetek közötti válogatott és klubmérkőzést vezetett, vagy működő társának partbíróként segített. Az aktív nemzetközi játékvezetéstől 1910-ben búcsúzott.

#### A magyar labdarúgó-válogatott mérkőzései (1902–1929)
| Időpont           | Helyszín                   | Mérkőzés típusa         | Mérkőzés              | Eredmény | Nézők száma |
| ----------------- | -------------------------- | ----------------------- | --------------------- | -------- | ----------- |
| 1910. november 6. | Millenáris-pálya, Budapest | 27. válogatott mérkőzés | Magyarország–Ausztria | 3 : 0    | 12 000      |

## Sportvezetőként
Az aktív labdarúgást befejezve a Leipziger BC 1893 klub elnöke lett. 1913-ban a klub  20 éves jubileumán gyémántgyűrűt kapott.